# Klärungsorientierte Psychotherapie
Die klärungsorientierte Psychotherapie (auch: zielorientierte Psychotherapie) ist eine Therapierichtung, die auf der Grundlage der Gesprächspsychotherapie und der kognitiven Verhaltenstherapie von dem Bochumer Psychologieprofessor Rainer Sachse entwickelt wurde. Sie legt besondere Aufmerksamkeit auf die Klärung und Bewusstmachung sowie die Veränderung sogenannter Schemata.

## Konzept und Arbeitsweise
Schemata sind für die klärungsorientierte Psychotherapie Muster, die insbesondere Menschen mit chronischen Beschwerden (häufig als „schwierig“ oder als „Therapeutenkiller“ bezeichnete Klienten) automatisiert und unbewusst in hohem Maß steuern. Diese sind einerseits schwer zu durchschauen, andererseits kann sich aber nur, wenn der Therapeut zumindest die stärksten Schemata wahrnimmt und darauf richtig reagiert, eine vertrauensvolle und produktive Beziehung entwickeln. Wichtigstes Ziel der Therapie ist deswegen zunächst, dem Klienten seine vorher unbewussten und unkontrollierbaren Schemata bewusst zu machen. Er hat dann erst die Möglichkeit, selbstverständliche Gewohnheiten, Überzeugungen, Wünsche etc. in Frage zu stellen, zu korrigieren und neue Erfahrungen an sich heranzulassen.
Starke Unzufriedenheit und die Entwicklung von Symptomen werden in der klärungsorientierten Psychotherapie als Entfremdung (Alienation) von den eigenen Wünschen, Motiven und Zielen erklärt. Diese kennenzulernen und mögliche Konflikte mit Schemata zu finden, ist ein weiterer wichtiger Baustein dieser Therapieschule.
Die Grundlage zur Klärung von Schemata und Motiven ist die Beziehung zum Therapeuten, die wie die Gesprächspsychotherapie von Empathie, Wertschätzung und Echtheit geprägt sein soll. Anders als bei der non-direktiven Gesprächspsychotherapie macht sich der Therapeut in der klärungsorientierten Psychotherapie aber ein mentales Modell vom Klienten und wendet gezielt Strategien an, um die therapeutische Beziehung zu steuern und um Klärungsprozesse anzustoßen. Hier ähnelt sie eher der kognitiven Verhaltenstherapie. Kennzeichnend für die klärungsorientierte Psychotherapie ist außerdem, dass der Therapeut sein Vorgehen in hohem Maß an die Störung (nicht die Diagnose!) und die daraus folgende innere Logik des Weltbilds des Klienten anpasst.
- Siehe auch:  Beziehungsmotiv, Motiv (Psychologie) und Reparenting

## Indikation
Die Entwickler der klärungsorientierten Psychotherapie gehen davon aus, dass ihre Methoden vor allem Klienten mit diffusen, schwer fassbaren Beschwerden helfen, in deren Vorgeschichte sowohl klassische tiefenpsychologische Ansätze als kognitiv-verhaltenstherapeutische Interventionen ohne Erfolg blieben. Die klärungsorientierte Psychotherapie hat u. a. spezifische therapeutische Ansätze, sowie störungs- und therapietheoretische Konzepte zur Behandlung von schwertherapierbaren Persönlichkeitsstörungen entwickelt. Typische Diagnosen sind:
- Persönlichkeitsstörungen
- Somatoforme Störung
- Angststörungen und/oder Depression (chronische Verläufe)
- Alkoholkrankheit